# József Kármán
József Kármán (14. března 1769, Losonc, dnes Lučenec na Slovensku – 3. června 1795, tamtéž) byl maďarský preromantický spisovatel, nejvýznamnější představitel maďarské sentimentální prózy.

## Život

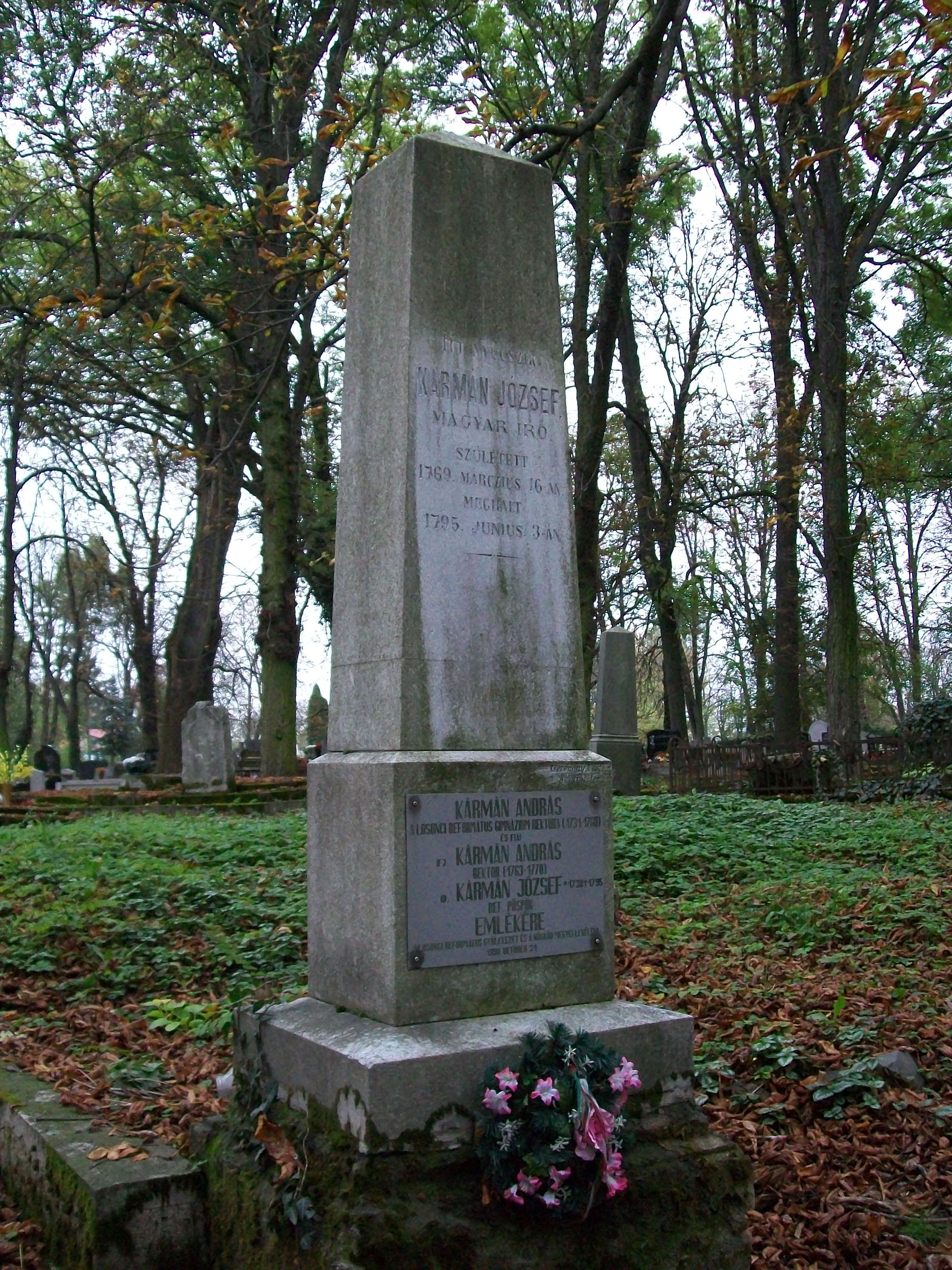
Kármánův hrob v Lučenci

Pocházel z rodiny protestantského faráře. Po studiu v rodném městě studoval od roku 1875 práva v Pešti a poté od roku 1788 ve Vídni, kde prožil krátký milostný vztah s krásnou a výstřední hraběnkou Markovicsovou, manželkou rakouského důstojníka. Jejich německé dopisy byly roku 1760 přeloženy Józsefem Székelym do maďarštiny.
Právnické zkoušky složil v Pozsony (dnes Bratislava) a od roku 1791 působil jako právník v Pešti. Jeho osobní kouzlo a liberální myšlenky (byl jedním z prvních maďarských svobodných zednářů) mu otevřely dveře do nejlepší společnosti ve městě. V roce 1792 založil v Budíně divadlo a roku 1794 první maďarský čtvrtletník Urania, ve kterém vydával svá díla. Časopis však pro malou podporu zanikl po vydání tří čísel.
V roce 1794 se Kármán dostal do kontaktu s organizací uherských jakobínů, ovlivněných myšlenkami Francouzské revoluce. Po porážce jejich povstání odcestoval v dubnu roku 1795 zpět do rodného města, kde zničil tajné dokumenty, které měl v držení. Za nejasných okolností zde 3. června téhož roku zemřel ve věku pouhých dvaceti šesti let. Spekulovalo se o pohlavní chorobě, nebo o sebevraždě z obavy ze zatčení, ale nic z toho není doloženo.
Kármán je zakladatel moderního maďarského prozaického jazyka a stylu, který pozvedl ke skutečnému umění. Je autorem prvního skutečného maďarského románu Fanni hagyományai (Fannin odkaz) z roku 1795, ve kterém zobrazil emoční život a vnitřní svět jeho hrdinky.

## Výběrová bibliografie
Všechny dále uvedené práce autora byly vydány v jeho časopise Urania v letech 1794–1795
- A nemzet tsinosodása (Zušlechtění národa), rozprava, ve které Karmán požadoval celkové kulturní povznesení maďarského národa z provincionální zaostalosti.
- A kincásó (Hledač pokladů), jedna z prvních povídek maďarské literatury.
- Módi (Móda), satirická povídka.
- Eldorádó, alegorická pověst.
- Egy új házas levelci (Dopisy novomanželovy) a Szeretet és házasság (Láska a manželství), úvahy o lásce.
- Fanni hagyományai (1795, Fannin odkaz), sentimentální román napsaný v lyrické próze formou deníků a dopisů jeho hrdinky. Ta žije v chladné rodině panovačného otce a nevlastní matky a ve své osamělosti touží po lásce, která končí tragicky. Hrdinka románu je zbavena možnosti štěstí feudální rodinnou tyranií. Román se vyznačuje velmi jemnou psychologickou analýzou a svou formou navazuje na Rousseauovu Novou Heloisu a Gooethovo Utrpení mladého Werthera, jeho zpracování je však zcela originální. Román vyšel v posledním čísle časopisu Urania a je považován za autorovo nejvýznamnější dílo.[1]